# Ute Lotz-Heumann
Ute Lotz-Heumann (* 24. August 1966 in Gießen) ist eine deutsch-amerikanische Historikerin.

## Leben
Lotz-Heumann studierte Geschichte, Anglistik, Pädagogik und Psychologie und promovierte in Geschichte an der Humboldt-Universität zu Berlin, an der sie sich 2010 auch habilitierte. Sie ist Heiko A. Oberman Professorin für spätmittelalterliche und reformatorische Geschichte an der University of Arizona in Tucson, Arizona.
Lotz-Heumann hat sich auf die frühneuzeitliche irische und deutsche Geschichte sowie auf die Geschichte der europäischen Reformation und Aufklärung spezialisiert. Sie hat zahlreiche Publikationen in deutscher und englischer Sprache zu Themen der Kulturgeschichte, der Historiographie der Reformation und der Geschichte Irlands und Deutschlands veröffentlicht. Lotz-Heumann ist auf dem Gebiet der Reformationsgeschichtsschreibung ausgewiesen. Sie ist Mitherausgeberin der Reihe Studies in Medieval and Reformation Traditions.
Sie ist Direktorin der Abteilung für Spätmittelalter- und Reformationsstudien an der Universität von Arizona und geschäftsführende Mitherausgeberin des Archivs für Reformationsgeschichte in Nordamerika.

## Schriften (Auswahl)
- The German Spa in the Long Eighteenth Century A Cultural History. London: Routledge, 2021, ISBN 978-0-36744095-4.
- A Sourcebook of Early Modern European History. Life, Death, and Everything in Between. London, New York: Routledge, 2019, ISBN 978-0-81537352-0.
- Hrsg. mit Bruce Gordon: The Varieties of Memory. The Historiography of the German Reformation.
- Hrsg. mit Vincent P. Carey: Taking Sides? Colonial and Confessional Mentalités in Early Modern Ireland. Aufsätze zu Ehren von Karl S. Bottigheimer. Dublin: Four Courts Press, 2003.
- Die doppelte Konfessionalisierung in Irland. Konflikt und Koexistenz im 16. und in der ersten Hälfte des 17. Jahrhunderts (= Spätmittelalter und Reformation, Neue Reihe, Bd. 13). Tübingen: Mohr Siebeck, 2000.